# Université de Yamaguchi
L'Université de Yamaguchi (山口大学, Yamaguchi daigaku, couramment abrégée en Yamadai, 山大) est une université nationale japonaise, située à Yamaguchi dans la préfecture de Yamaguchi.

## Histoire
L'université a été créée en 1949 par la fusion de plusieurs structures existantes auparavant.

## Composantes
L'université est structurée en facultés de 1er cycle (学部, gakubu), qui ont la charge des étudiants de 1er cycle universitaire, et en facultés de cycles supérieurs (研究科, kenkyūka), qui ont la charge des étudiants de 2e et 3e cycle universitaire.

### Facultés de1ercycle
L'université compte 7 facultés de 1er cycle (学部, gakubu) :
- en sciences humaines,
- éducation,
- économie,
- science,
- médecine et sciences de la santé,
- ingénierie,
- agriculture.

### Facultés de cycles supérieur
L'université compte un certain nombre de  facultés de cycles supérieurs (研究科, kenkyūka) :
- en sciences humaines,
- éducation,
- économie,
- médecine,
- science et ingénierie,
- agriculture,
- étude de l'est de l'Asie,
- management de l'innovation et des technologies,
- sciences vétérinaires, en commun avec l'Université de Tottori, l'Université de Miyazaki et l'Université de Kagoshima ;
- en sciences agricoles.

## Personnalités liées

### Ancien étudiants
- Yoshisuke Aikawa (1880-1967), entrepreneur, fondateur de Nissan (étudiant d'un établissement ayant fusionné pour donner naissance à l'université actuelle) ;
- Ryōichi Mita (1892-1983), premier traducteur du Coran en japonais ;
- Naoto Tajima (1912-1990), champion olympique du triple saut en 1936 (étudiant d'un établissement ayant fusionné pour donner naissance à l'université actuelle) ;
- Yōji Yamada (1931-), réalisateur (étudiant d'un établissement ayant fusionné pour donner naissance à l'université actuelle) ;
- Daishiro Yamagiwa (1968-), député membre de la Chambre des représentants.